# Businga
Businga är en ort i Kongo-Kinshasa. Den ligger i provinsen Nord-Ubangi, i den norra delen av landet, 1 100 km nordost om huvudstaden Kinshasa.